# برونروده
برونروده (به آلمانی: Bräunrode) یک منطقهٔ مسکونی در آلمان است که در آرناشتاین، زاکسن-آنهالت واقع شده‌است. برونروده ۴۷۷ نفر جمعیت دارد.